# Alquero de Claraval
Alquero de Claraval (em latim: Alcherus Claraevallensis; em francês:  Alcher de Clairvaux) foi um monge cisterciense da Abadia de Claraval. No passado, lhe eram atribuídas duas obras, "De spiritu et anima" (ou "Liber de anima et spiritu") e "De diligendo Deo", ambas atualmente atribuídas a um autor anônimo conhecido como Pseudo-Agostinho, da mesma época.
Foi Tomás de Aquino que pela primeira vez atribuiu "De spiritu et anima" a Alquero. Atualmente, acredita-se tratar-se de uma compilação de c. 1170 baseada em Alcuíno, Anselmo, Bernardo de Claraval, Agostinho de Hipona, Cassiodoro, Hugo de São Vítor, Isaac de Stella e Isidoro de Sevilha, além de Boécio. O texto lida particularmente com os pontos de vista medievais sobre o auto-controle e da doutrina de que "a alma governa o corpo". O próprio Aquino argumenta na Suma que "este livro não tem grande autoridade".
"De diligendo Deo" é uma obra devocional tradicionalmente atribuída a Alquero.